# NGC 7601
NGC 7601 (również PGC 71022 lub UGC 12487) – galaktyka spiralna z poprzeczką (SBbc), znajdująca się w gwiazdozbiorze Pegaza. Odkrył ją Andrew Common 4 sierpnia 1880.